# Kirchberg an der Raab
Kirchberg an der Raab là một đô thị thuộc huyện Feldbach trong bang Steiermark, nước Áo. Đô thị Kirchberg an der Raab có diện tích 16,71 km², dân số cuối năm 2005 là 370 người.